# Asagumo (rover)
Pour les articles homonymes, voir  Asagumo .
 (mai 2025).
Si vous disposez d'ouvrages ou d'articles de référence ou si vous connaissez des sites web de qualité traitant du thème abordé ici, merci de compléter l'article en donnant les références utiles à sa vérifiabilité et en les liant à la section « Notes et références ».
Asagumo est un rover lunaire développé par Spacebit, devant être posé sur la surface lunaire en 2023 par l'atterrisseur lunaire Peregrine. D'un poids de seulement 1,3 kg, il deviendra au moment de son atterrissage le plus petit rover lunaire de l'histoire. Au contraire de la grande majorité des rovers qui adoptent un mode de déplacement par roues ou skis, Asagumo se mouvra sur le sol sélénite grâce à quatre pieds. Basé sur le format CubeSat 1U (10 cm x 10 cm x 10 cm), il est équipé de quelques équipements, dont un lidar. Prévu pour l'exploration, le robot devrait à terme sur de futures missions pouvoir notoirement explorer les tunnels de lave lunaire.

## Mission

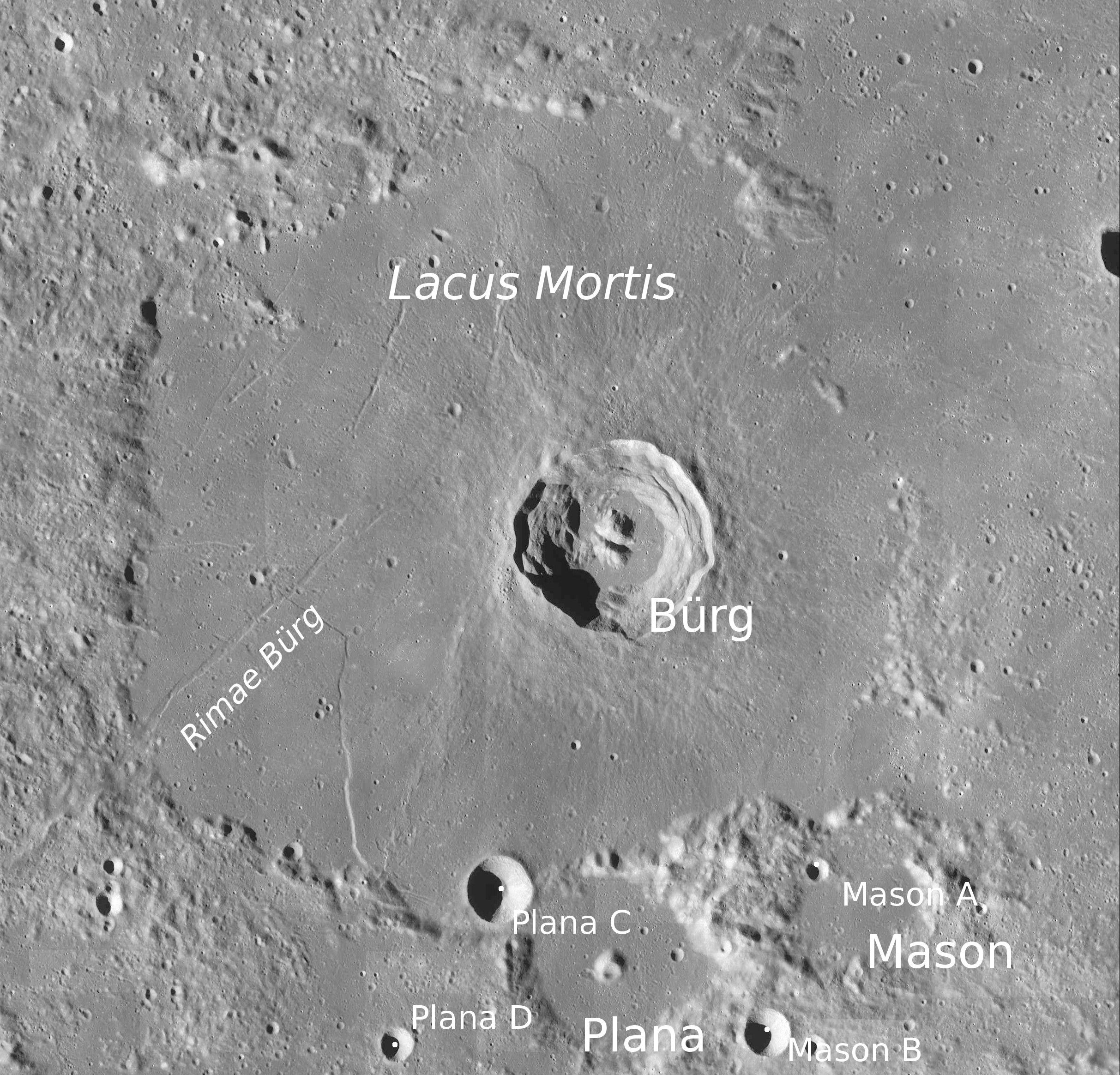
Une image du Lacus Mortis comportant des rilles (étroites dépressions appelées collectivement Rimae Bürg), dont on pense qu'elles correspondent à des tubes de lave sous la surface, qui pourraient être explorées par le rover lunaire Asagumo.

En novembre 2019, les Émirats arabes unis ont confirmé comme lieu officiel d'essai de la nouvelle technologie spatiale du Spacebit Asagumo (rover lunaire), le plus petit rover lunaire robotisé au monde avec des jambes.
Le rover Asagumo serait également le plus petit rover lunaire, avec seulement 10 cm de haut et 10 cm de large, et pesant à peine 1,3 kg. Son corps en forme de cube se faufile sur quatre pattes d'araignée.
Le petit atterrisseur robotique sera lancé à bord d'une mission financée par la NASA pour atteindre la surface lunaire. Équipé de quatre pattes plutôt que de roues ou de chenilles, le rover pourra explorer des parties de la Lune que d'autres atterrisseurs ne peuvent pas atteindre.
Le plan consiste à poser Peregrine à côté d'une fosse située dans la plaine du Lacus Mortis, puis à contourner la fosse avec un rover, tandis qu'un microrover appelé Asagumo (développé par Spacebit) entre dans la fosse, qui devrait permettre d'accéder aux tubes de lave soupçonnés d'exister sous la surface.
Les futures versions du rover seront envoyées pour explorer les structures tubulaires des grottes - des tunnels souterrains, que l'on pense avoir été formés par d'anciennes coulées de lave basaltique - afin de voir si ce sont des endroits viables pour construire de futurs habitats lunaires.
Au cours de la première mission, le rover ne devrait toutefois se déplacer qu'à 10 mètres de l'atterrisseur Peregrine d'Astrobotic. Il sera équipé de caméras - dont l'une peut prendre un "robot selfie", et la capacité de prendre des vidéos full HD ainsi que de récolter des données lidar 3D.